# 劉開 (清朝)
劉開（1784年—1824年），字明東，又字方来，號孟涂。清代桐城人。
出生數月喪父，由母吴氏獨力抚育。少時牧牛常在私塾窗外傍聽，久之成誦，塾師知其好學，遂准其留讀。十四歲上書鍾山書院院長姚鼐，表明生平志趣。姚鼐大異之，悉心传授其古文文法。與梅曾亮、方東樹、管同並稱為姚門四傑。道光元年（1821年），赴亳州修志，住佛寺中。劉開尊崇桐城家学，但不“拘于绳尺”，他在亳州寫有芍藥詩：“小黃城外芍藥花，十里五里生朝霞。花前花外皆人家，家家種花如桑麻。”道光四年（1824年），得暴疾卒。著有《劉孟塗詩文集》14卷、《駢文》2卷、《廣列女傳》20卷、《論語補註》3卷。